# Feldaufgang
Als Feldaufgang oder Auflauf bezeichnet man in der Landwirtschaft das Verhältnis der jungen Nutzpflanzen, die zu einem bestimmten Zeitpunkt die Ackerkrume durchstoßen haben, zur Gesamtzahl der ausgesäten Samen. Der voraussichtliche Feldaufgang lässt sich dabei durch labortechnische Feststellung der Keimfähigkeit und Triebkraft prognostizieren. Die dazu verwendeten Methoden werden von der International Seed Testing Association (ISTA) festgelegt und sind weltweit gültig. 
Bei Breitsaat und Drillsaat ist der Saatgutaufwand im Verhältnis zum angestrebten Pflanzenbestand erhöht, bei Einzelkornsaat dagegen wird ein 100%iger Feldaufgang angestrebt, da nur dadurch der optimale Pflanzenabstand erreicht wird. Gefahr von Bestandslücken besteht durch Auflaufkrankheiten und Schädlingsfraß, insbesondere Saatkrähen. Um optimale Bestände zu erreichen, bedarf die Saat und Saatbettbereitung besonderer Sorgfalt, die durch die Keimungsvoraussetzungen der jeweiligen Pflanzenart (Dunkelkeimer oder Lichtkeimer) gegeben sind.